# أمين قارة
أمين قارة من مواليد جوان 1981 هو مذيع وصحفي تونسي يقدم برنامج «سون فاسون» في قناة التاسعة وبرنامج «شلة أمين» في إذاعة موزاييك أف أم. ويشغل أيضا منصب مدير إنتاج في إذاعة موزاييك أف أم.
تحصل على شهادة الباكالوريا سنة 2000 في شعبة الآداب.
درس بمعهد الصحافة وعلوم الأخبار في منوبة سنة 2004.
أصيل مدينة رادس في الضواحي الجنوبية لتونس العاصمة أين درس في الابتدائي والثانوي

## المسيرة المهنية
بداياته كانت إذاعية منذ انطلاق أول إذاعة خاصة في تونس موازييك أف ام سنة 2003 حيث كان يقدم البرامج الرياضية منها فقرة sport express وقد تحصل مع قسم الرياضة للقناة على جائزة أفضل برنامج حواري سنة 2008 ببرنامج sportshow.
تميز خاصة بتقديمه للحصة الصباحية في إذاعة موزاييك أف أم من سنة 2007 إلى 2013 من الساعة 6 إلى 9 صباحا.
منذ 2013 يقدم إلى اليوم حصة مسائية «شلة أمين» من الساعة 17 إلى الساعة 20 يشاركه كل من طارق بعلوش ووسيم الحريصي.
ومنذ 2009 يشغل أمين منصب مدير إنتاج في إذاعة موزاييك.
بداياته التلفزية كانت من خلال قناة نسمة حين قدم سهرة رأس السنة 2015 وفي أول ظهور تلفزي حققت السهرة أعلى نسبة مشاهدة في جميع القنوات التلفزية، انتقل إثرها إلى برنامج سا مودي ريان الذي بث على قناة حنبعل في سهرة السبت وحقق نسب مشاهدة كبيرة جعلته يتعاقد مع قناة الحوار التونسي.
بدأ في تقديم برنامج «كلام الناس» في قناة الحوار التونسي منذ 30 سبتمبر 2015 خلفا لنوفل الورتاني. وإثر خلاف غير معلن مع إدارة القناة قرر تركها وانتقل إلى قناة التاسعة ليقدم برنامج 100 façons يوم الأربعاء بنفس اليوم ونفس التوقيت مع برنامج كلام الناس.

## أعماله
- تونس 2050، بدور «رُوشْكَة»،
- سهرة راس السنة 2015 على قناة نسمة
- صا مودي ريان "Ça medi rien"، قناة حنبعل 2015
- كلام الناس، الحوار التونسي، 2015-2016
- "100façons " على قناة التاسعة 2016-إلى اليوم
- «شلة أمين»، موزاييك أف أم
- "l'Emission" على قناة التاسعة في 2017
- لتسقط الأقنعة "Bas les masques" الحوار التونسي، 2018 - الآن